# Bonnard (Yonne)
Bonnard település Franciaországban, Yonne megyében. Lakosainak száma 907 fő (2022. január 1.). Bonnard Cheny, Bassou és Beaumont községekkel határos.

## Népesség
A település népességének változása:
| Lakosok száma | 938  | 907  | 902  | 881  | 871  | 859  | 873  | 890  | 907  |
|               | 2013 | 2015 | 2016 | 2017 | 2018 | 2019 | 2020 | 2021 | 2022 |